# Oas (Albay)
Oas is een gemeente in de Filipijnse provincie Albay op het eiland Luzon. Bij de laatste census in 2007 had de gemeente bijna 64 duizend inwoners.

## Geografie

### Bestuurlijke indeling
Oas is onderverdeeld in de volgende 53 barangays:
| - Badbad - Badian - Bagsa - Bagumbayan - Balogo - Banao - Bangiawon - Bogtong - Bongoran - Busac - Cadawag - Cagmanaba - Calaguimit - Calpi - Calzada - Camagong - Casinagan - Centro Poblacion | - Coliat - Del Rosario - Gumabao - Ilaor Norte - Ilaor Sur - Iraya Norte - Iraya Sur - Manga - Maporong - Maramba - Matambo - Mayag - Mayao - Moroponros - Nagas - Obaliw-Rinas - Pistola - Ramay | - Rizal - Saban - San Agustin - San Antonio - San Isidro - San Jose - San Juan - San Miguel - San Pascual - San Ramon - San Vicente - Tablon - Talisay - Talongog - Tapel - Tobgon - Tobog |

## Demografie
Oas had bij de census van 2007 een inwoneraantal van 63.888 mensen. Dit zijn 1.825 mensen (2,9%) meer dan bij de vorige census van 2000. De gemiddelde jaarlijkse groei komt daarmee uit op 0,40%, hetgeen lager is dan het landelijk jaarlijks gemiddelde over deze periode (2,04%). Vergeleken met de census van 1995 is het aantal mensen met 7.352 (13,0%) toegenomen.

De bevolkingsdichtheid van Oas was ten tijde van de laatste census, met 63.888 inwoners op 253,61 km², 251,9 mensen per km².